# Meaulne
Meaulne är en kommun i departementet Allier i regionen Auvergne-Rhône-Alpes i de centrala delarna av Frankrike. Kommunen ligger  i kantonen Cérilly som ligger i arrondissementet Montluçon. År 2018 hade Meaulne 770 invånare.

## Befolkningsutveckling
Antalet invånare i kommunen Meaulne
Referens: INSEE